# Niso attilioi
Niso attilioi is een slakkensoort uit de familie van de Eulimidae. De wetenschappelijke naam van de soort is voor het eerst geldig gepubliceerd in 1982 door Hertz & Hertz.